# James F. Lind
James Francis Lind (* 17. Oktober 1900 in York, Pennsylvania; † 11. April 1975 ebenda) war ein US-amerikanischer Politiker. Zwischen 1949 und 1953 vertrat er den Bundesstaat Pennsylvania im US-Repräsentantenhaus.

## Werdegang
James Lind besuchte die Penn State Extension School und wurde danach Buchhalter. Sein weiteres Leben war weitgehend vom Militär bestimmt. Trotz seiner Jugend diente er zwischen 1917 und 1920, also auch während der Endphase des Ersten Weltkrieges, in der US Army. Zwischen 1934 und 1941 gehörte er deren Reserve an. Von 1941 bis 1946 war er während des Zweiten Weltkrieges wieder aktiv im Militärdienst. Auch im Jahr 1953 wurde er nach seiner Kongresszeit noch einmal während des Koreakriegs reaktiviert; er erreichte den Rang eines Oberstleutnants. In den Jahren 1946 und 1947 war er bei der für die Kriegsveteranen zuständigen Behörde im York County angestellt. Im Jahr 1948 arbeitete er als Chief Clerk beim dortigen Bezirksrat.
Politisch war Lind Mitglied der Demokratischen Partei. Bei den Kongresswahlen des Jahres 1948 wurde er im 21. Wahlbezirk von Pennsylvania in das US-Repräsentantenhaus in Washington, D.C. gewählt, wo er am 3. Januar 1949 die Nachfolge des Republikaners Chester H. Gross antrat. Nach einer Wiederwahl konnte er bis zum 3. Januar 1953 zwei Legislaturperioden im Kongress absolvieren. Diese waren von den Ereignissen des Kalten Krieges und des Koreakriegs geprägt. Im Jahr 1952 wurde er nicht wiedergewählt.
Nach dem Ende seiner Zeit im US-Repräsentantenhaus diente James Lind noch einmal kurz in der Armee. Zwischen 1954 und 1974 war er als Controller bei der Bezirksverwaltung im York County tätig. Er starb am 11. April 1974 in York und wurde auf dem Nationalfriedhof Arlington in Virginia beigesetzt.